# Maglev

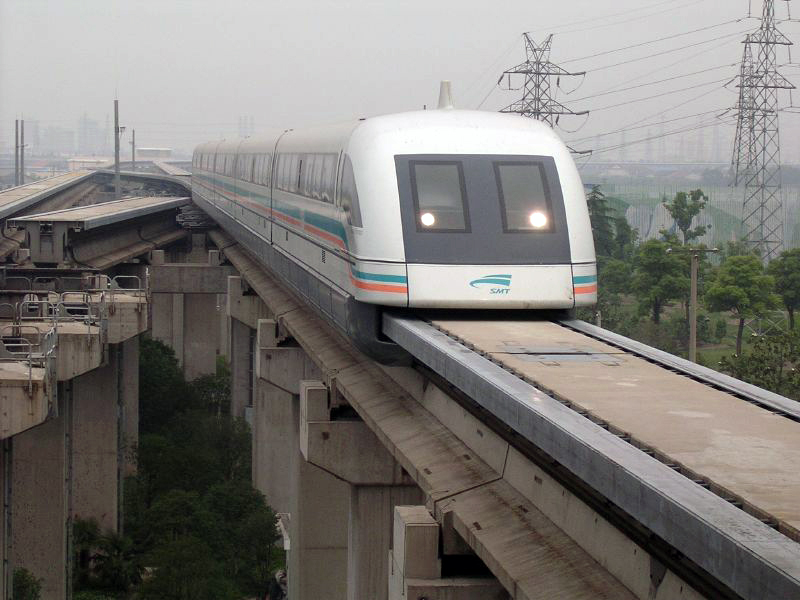
De Maglev-magneettrein in Shanghai.

Maglev is de afkorting van Magnetic Levitation (magnetisch zweven). 
In dit concept wordt een metalen voorwerp tot zweven (levitatie) gebracht door een wisselend magneetveld onder het voorwerp te creëren. Daardoor ontstaan magnetische inductiestromen in het metalen voorwerp die een tegengesteld magneetveld opwekken. De twee magneetvelden stoten elkaar af, waardoor het voorwerp gaat zweven. Dit zweven is in principe niet stabiel, zodat er maatregelen genomen moeten worden (bijvoorbeeld door het regelen van het wisselende magneetveld) om een stabiele toestand te verkrijgen. 
Een voorbeeld van een toepassing van dit principe is de magneetzweeftrein. De eerste reguliere, commerciële magneetzweeftrein overbrugt de 30 km tussen het station Longyang Road in het financiële hart van de stad Shanghai en het vliegveld van Shanghai Pudong in minder dan 7 minuten.